# Ustilaginomycotina
Ustilaginomycotina ist eine Unterabteilung der Ständerpilze (Basidiomycota) mit rund 1.500 Arten und umfasst die Brandpilze im weiteren Sinn. Bei ihnen handelt es sich um obligate Parasiten, vorwiegend auf Pflanzen; lediglich die kommensale Gattung Malassezia parasitiert Tiere fakultativ. Ihren Namen haben die Arten von den dunklen Sporen, wodurch befallene Pflanzenteile wie verbrannt aussehen.

## Merkmale
Die diagnostischen Merkmale für die Unterabteilung sind eine 5S RNA vom Typ B und eine Zellwand, die durch das Dominieren von Glucose und das Fehlen von Xylose charakterisiert ist.
Die Arten sind dimorphisch: Sie haben eine haploide Phase, die hefenartig wächst und saprobiontisch lebt sowie eine dikaryotische Phase, die Hyphen bildet und parasitisch lebt. Nicht alle Vertreter bilden Teliosporen, hier Brandsporen. Sie fehlen bei Graphiola, Exobasidium, Microstroma und einigen kleineren Gattungen.
Die Septalporen sind auf beiden Seiten von Membrankappen umschlossen, ein Merkmal, das sie von den anderen beiden Gruppen der Ständerpilze unterscheidet. In den Interaktionszonen mit dem Wirt gibt es Ablagerungen, die auf Exozytose von primären Interaktions-Vesikeln zurückgehen.

## Lebenszyklus

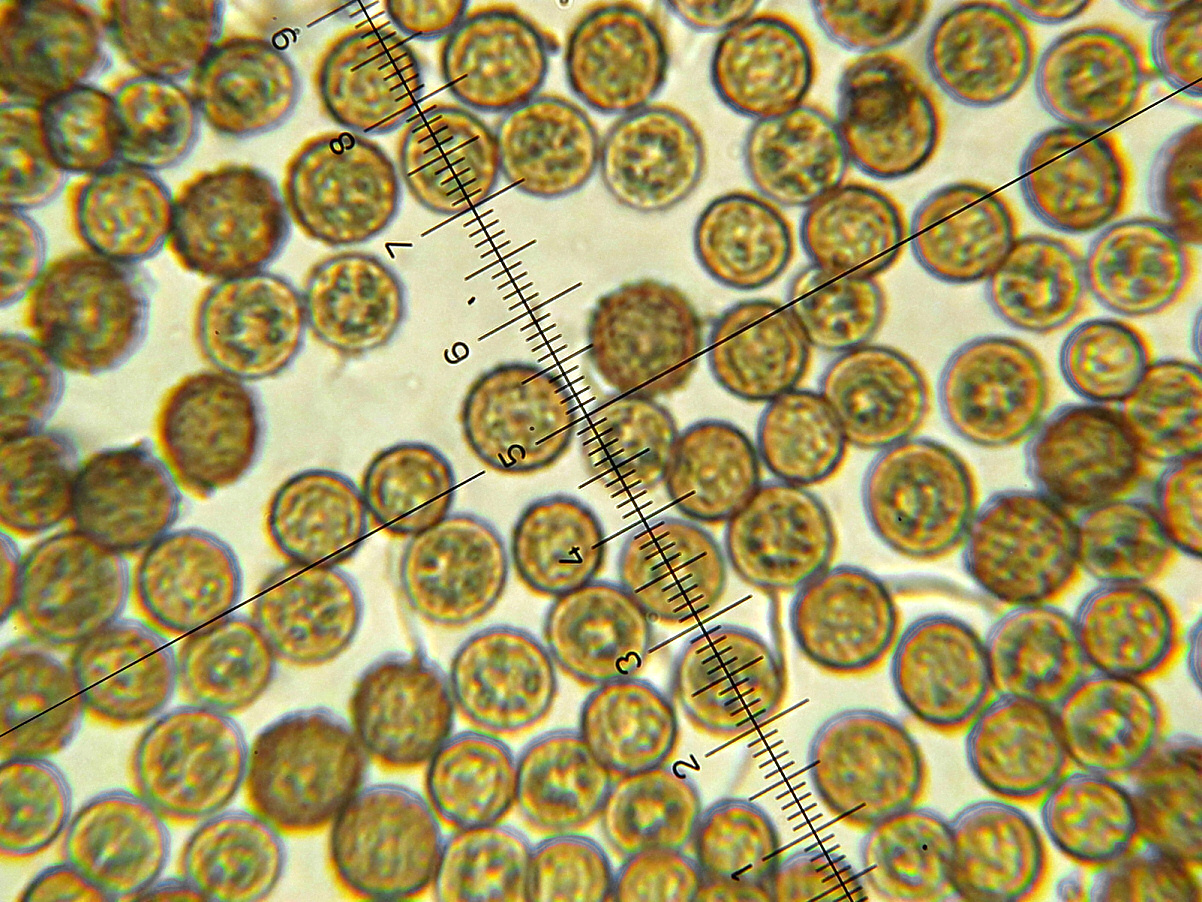
Die dunklen Teliosporen des Maisbeulenbrands unter dem Lichtmikroskop

Der charakteristische Lebenszyklus der Ustilaginomycotina-Arten sieht folgendermaßen aus: Die Basidiosporen keimen aus und bilden hefeartige Stadien, die saprobiontisch leben. Beim Zusammentreffen mit einer kompatiblen Zelle kommt es durch Konjugation zur Bildung einer paarkernigen (dikaryotischen) Zelle, die zu einem dikaryiotischen Myzel auswächst. Dieses Myzel lebt parasitisch. Die Infektion der Wirtspflanze ist nur dikaryotischen Zellen möglich. Das Myzel bildet Probasidien, die Teliosporen. Diese sind meist dickwandig und lösen sich vom Myzel. Die Teliosporen werden im Parenchym von unterschiedlichen Organen des Wirts gebildet: in Wurzeln, Stämmen, Blättern, Blütenständen, Antheren und Samenanlagen. Die Teliosporen haben eine pulvrige Konsistenz und dunkelbraune bis schwarze Farbe, weshalb sie auch Brandsporen heißen. In den Teliosporen kommt es zur Kernpaarung und nachfolgend zur Meiose, beim Auskeimen entsteht eine Basidie mit vier Basidiosporen.

## Ökologie

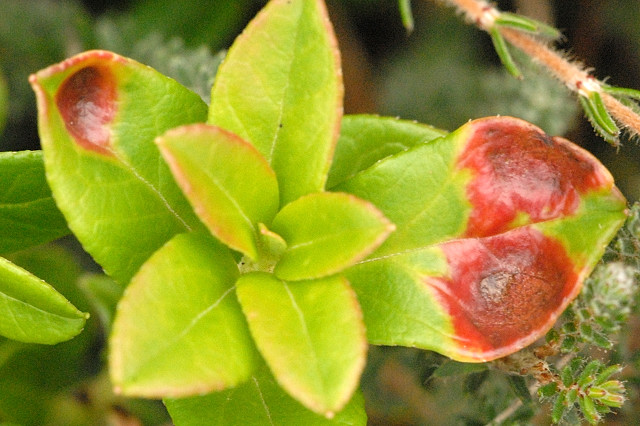
Gemeine Preiselbeer-Nacktbasidie
Exobasidium vaccinii

Die überwiegende Mehrheit der Ustilaginomycotina-Arten parasitiert Blütenpflanzen. Malassezia lebt auf der Haut von warmblütigen Tieren einschließlich des Menschen. Zwei Arten Melaniella parasitieren Moosfarne, eine Art von Exoteliospora auf Farnen und zwei Arten von Uleiella auf Nadelbäumen. Alle anderen parasitieren auf Blütenpflanzen, darunter vorwiegend auf Einkeimblättrigen: 57 % der Arten parasitiert auf Süßgräsern, 12 % auf Sauergräsern. Arten mit Teliosporen parasitieren dabei krautige Pflanzen, solche ohne Teliosporen (etwa Nacktbasidienartige (Exobasidiales) und die Vertreter der Microstromatales) Holzpflanzen.

## Systematik

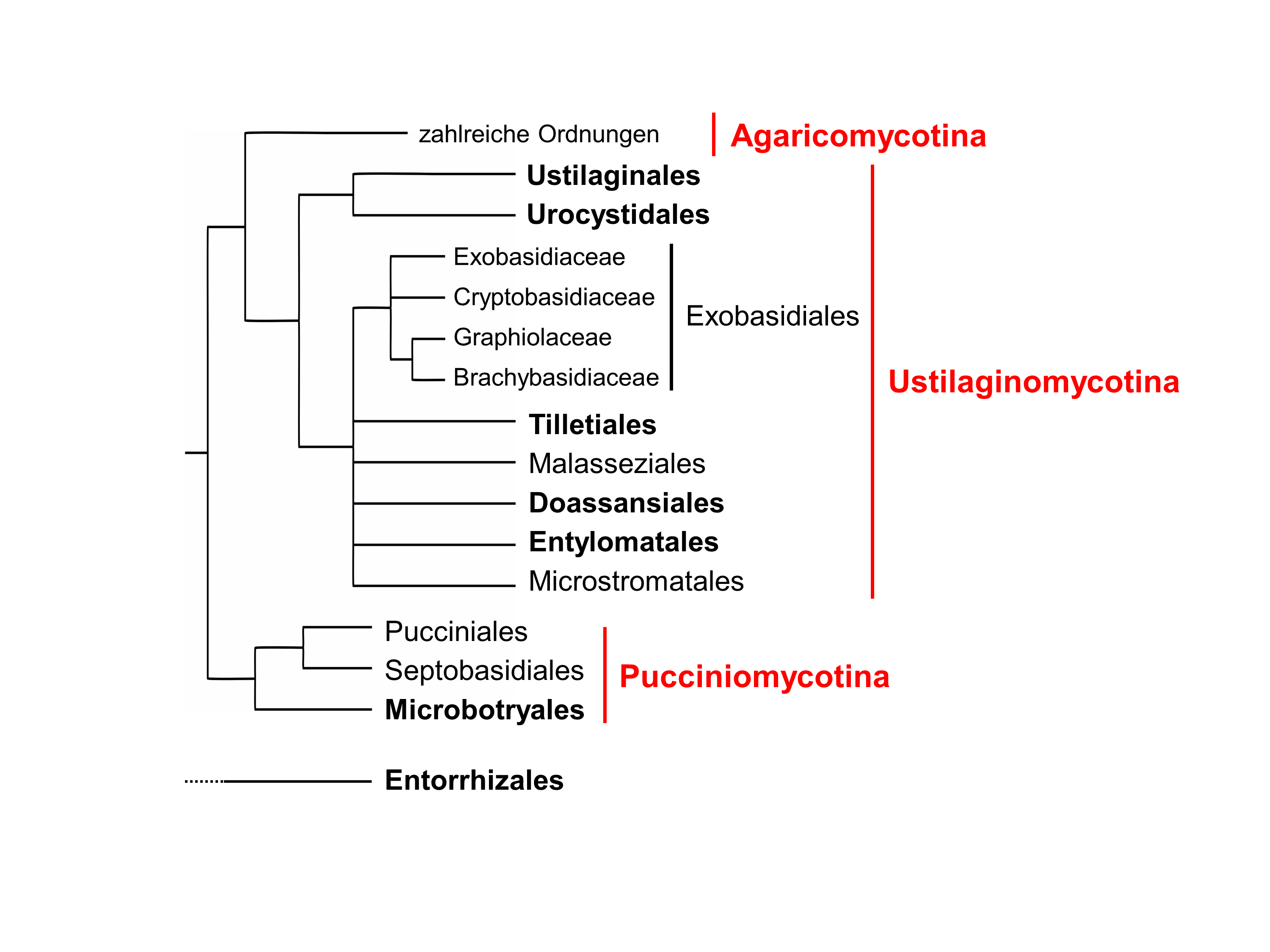
Kladogramm der Ustilagomycotina nach Meike Piepenbring

Die Arten in Ustilaginomycotina bilden als monophyletische Gruppe eine der drei Unterabteilungen der Ständerpilze (Basidiomycota). Sie beinhalten vor allem die typischen Brandpilze, die Antherenbrände (Microbotryaceae gehören allerdings nicht dazu.) Sie selbst werden zurzeit (Stand 2014) in vier Klassen mit mehreren Ordnungen unterteilt:
- Klasse Ustilaginomycetes
  - Ordnung Urocystales
  - Ordnung Brandpilzartige (Ustilaginales)
- Klasse Exobasidiomycetes
  - Ordnung Doassansiales
  - Ordnung Entylomatales
  - Ordnung Nacktbasidienartige (Exobasidiales)
  - Ordnung Georgefischeriales
  - Ordnung Microstromatales
  - Ordnung Tilletiales
- Klasse Malasseziomycetes
  - Ordnung Malasseziales
- Klasse Moniliellomycetes
  - Ordnung Moniliellales

Die Unterteilung von Ustilaginomycotina in holobasidiate  Brandpilzartige (Ustilaginales) und phragmobasidiate Tilletiales geht auf Louis René und Charles Tulasne (1847) zurück.